# Atticola mortoni
Atticola mortoni är en kackerlacksart som beskrevs av Bolivar 1905. Atticola mortoni ingår i släktet Atticola och familjen småkackerlackor. Inga underarter finns listade.